# Pacific Storm
Pacific Storm ist der erste Teil einer gleichnamigen Computerspiele-Reihe und wurde 2006 veröffentlicht. Der Titel wurde von Lesta Studio entwickelt und in Deutschland von Frogster Interactive Pictures für Buka Entertainment vertrieben.

## Handlung
Im Spiel wird der Seekrieg im Pazifik während des Zweiten Weltkrieges nachgespielt. Dabei begibt sich der Spieler entweder auf die Seite der Amerikaner oder der Japaner. Im Nachfolger Pacific Storm: Allies sind die Briten als weitere Fraktion vertreten. Die Handlung spielt zwischen 1940 und 1948. Es können verschiedene historische Schlachten nachgespielt werden, alle anderen Missionen sind jedoch frei erfunden.

## Besonderheit
Pacific Storm machte besonders durch die innovative Mischung zwischen Taktik, Strategie und Simulation auf sich aufmerksam. Neben der Steuerung aus der Vogelperspektive besteht die Möglichkeit, jedes einzelne Flugzeug oder Flakgeschütz eines Schiffs selbst zu steuern. Insgesamt konnten beide Titel die Erwartungen der Fachpresse nicht erfüllen, was in den Rezensionen deutlich wird.